# Municipio de Guachochi
El Municipio de Guachochi es uno de los 67 municipios en que se divide el estado mexicano de Chihuahua. Localizado en la Sierra Madre Occidental, que recibe el nombre local de Sierra Tarahumara, su cabecera es la población de Guachochi, centro económico de su región.

## Geografía
El municipio de Guachochi se encuentra localizado en el suroeste del estado de Chihuahua y en la región de la Sierra Madre Occidental. Tiene una extensión territorial de 6984.114 kilómetros cuadrados y sus coordenadas geográficas extrema son 26° 36' - 27° 42' de latitud norte y 106° 49' - 107° 51' de longitud oeste. Su territorio se encuentra surcado por montañas y barrancas que hacen que su altitud fluctúa entre 400 y 2 900 metros sobre el nivel del mar.
Limita al norte con el municipio de Bocoyna, al noreste con el municipio de Carichí, al este con el municipio de Nonoava y el municipio de Balleza; al sur limita con el municipio de Guadalupe y Calvo, al suroeste con el municipio de Morelos, al oeste con el municipio de Batopilas y al noroeste con el municipio de Urique.

## Topografía
El área de influencia de la subcuenca Guachochi se encuentra ubicada en la Provincia
Fisiográfica denominada Sierra Madre Occidental. Se distinguen seis unidades
geomorfológicas, siendo el que tiene mayor predominancia la superficie de gran meseta con
cañadas con 59.64 %, seguido de la sierra alta con cañones con 25.19 %; en menor
proporción se encuentran valle abierto de montañas con mesetas, además de sierra baja.

## Demografía
De acuerdo al Censo de Población y Vivienda realizado en 2020 por el Instituto Nacional de Estadística y Geografía, la población total del municipio de Guachochi es de 50 180 habitantes, de los cuales 48.4% son hombres y 51.6% son mujeres.

### Localidades
En el censo de 2020 el municipio de Guachochi contaba con 1 100 localidades.
| Código INEGI      | Localidad           | Población (2020) |
| ----------------- | ------------------- | ---------------- |
| 080270001         | Guachochi           | 17 410           |
| 080270090         | Samachique          | 1 388            |
| 080270047         | Huizarochi          | 1 093            |
| 080270011         | Bajío de las Palmas | 1 004            |
| Otras localidades | Otras localidades   | 29 285           |
| Total municipal   | Total municipal     | 50 180           |

## Política

### Subdivisión administrativa
Para su régimen interior, el municipio de Guachochi se encuentra dividido en seis secciones municipales: Tónachi, Rocheachi, Norogachi, Basiguare, La Ciénega y Samachique; su presidente seccional es electo mediante plebiscito popular organizado por el ayuntamiento y dura en su encargo tres años.

### Representación legislativa
Para la elección de Diputados al Congreso de Chihuahua y al Congreso de la Unión, el municipio de Guachochi se encuentra integrado de la siguiente manera:
Local:
- Distrito electoral local 22 de Chihuahua con cabecera en Guachochi.[8]

Federal
- Distrito electoral federal 9 de Chihuahua con cabecera en Parral.[9]

### Presidentes municipales
- (1980 - 1983): Jesús Aguirre Javalera
- (1983 - 1986): José Guerra Armendáriz
- (1986 - 1989): Pablo González Gutiérrez
- (1989 - 1992): Felipe Díaz Palma
- (1992 - 1995): Rogelio Yánez Bustillos
- (1995 - 1998): Jesús Armendáriz González
- (1998 - 2001): Rogelio Yánez Bustillos
- (2001 - 2004): Martín Ubaldo Solís Reyes
- (2004 - 2007): José Leobardo Acosta Aguirre
- (2007 - 2010): Martín W. Solís Reyes
- (2010 - 2013): Andrés Balleza Carreón
- (2013 - 2016): José Leobardo Acosta Aguirre
- (2016 - 2018): Hugo Aguirre García
- (2018 - 2021): Hugo Aguirre García
- (2021 - 2024): José Miguel Yáñez Ronquillo